# King's Field II
King's Field II (Japanse titel King's Field III) is een computerspel dat werd ontwikkeld en uitgegeven door From Software. Het spel werd op 21 juni 1996 uitgebracht voor het platform Sony PlayStation. Later volgde ook releases voor de PlayStation 3, PlayStation Portable en de PlayStation Vita. Ondanks de Westerse releasetitel is het de derde titel in de reeks.
Het spel speelt zich af op het eiland Melanat. De speler speelt Prince Alexander die het heilige zwaard (ook bekend als de Moonlight Sword) gaat halen om terug te geven aan koning Alfred van het koninkrijk van Verdite. Alexander is aangespoeld op de kust van Melanat, als enige overlevende van een zinkend schip. Om de Moonlight Sword te vinden moet Alexander ontdekken wat het geheim is van het donkere eiland Melanat.

## Platforms
| Jaar | Platform                                |
| ---- | --------------------------------------- |
| 1996 | PlayStation                             |
| 2007 | PlayStation Network (PS3, PSP, PS Vita) |

## Ontvangst
| Beoordeeld door                     | Datum           | Score |
| ----------------------------------- | --------------- | ----- |
| Digital Press - Classic Video Games | 5 oktober 2005  | 100%  |
| P.S.X. (PlayStation Experience)     | december 1996   | 92%   |
| Game Revolution                     | 4 juni 2004     | 91%   |
| P.S.X. (PlayStation Experience)     | december 1996   | 90%   |
| Absolute PlayStation                | juni 1997       | 85%   |
| P.S.X. (PlayStation Experience)     | december 1996   | 85%   |
| Gamezilla                           | 1997            | 81%   |
| GameSpot                            | 1 december 1996 | 73%   |
| Electronic Gaming Monthly (EGM)     | januari 1997    | 70%   |
| GamePro (USA)                       | april 1996      | 60%   |